# Catharsius ugandicus
Catharsius ugandicus là một loài bọ cánh cứng trong họ Bọ hung (Scarabaeidae).